# Arzachel (cráter)

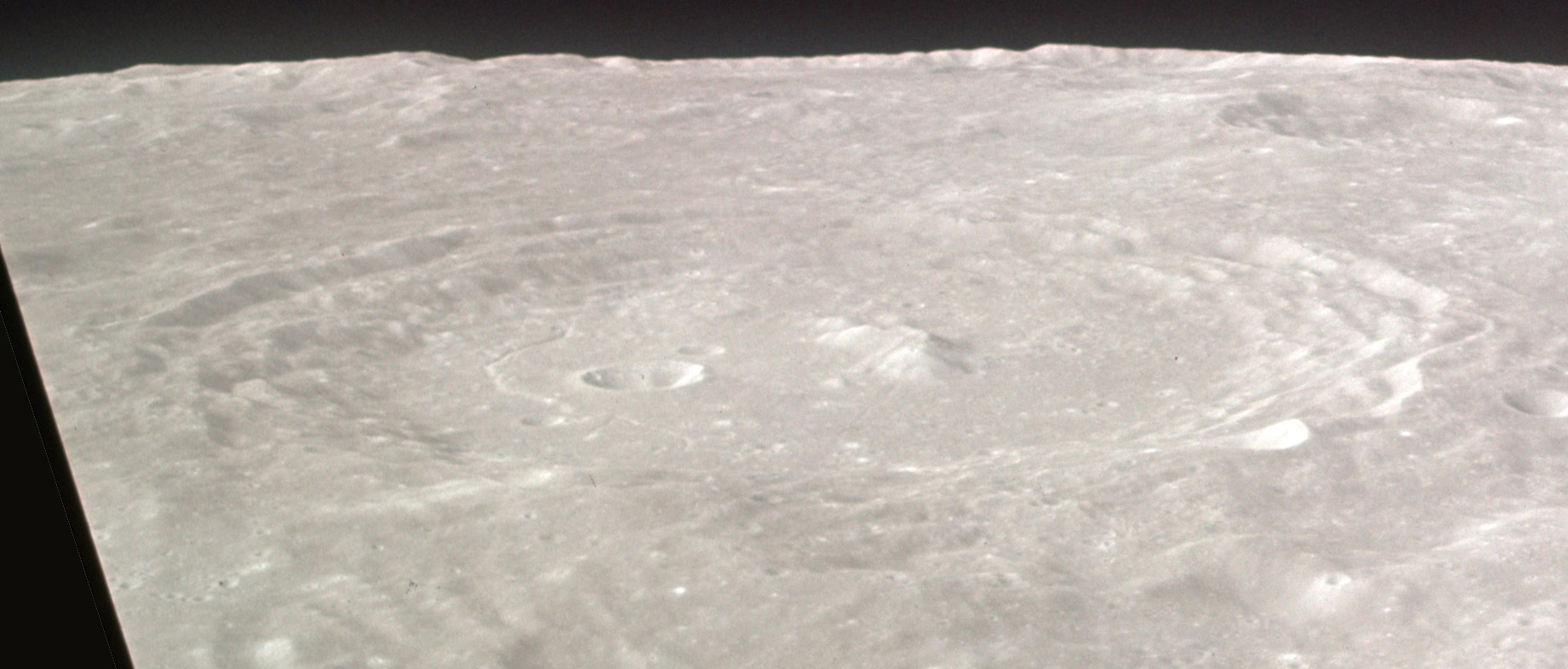
Fotografía de la misión Apolo 12

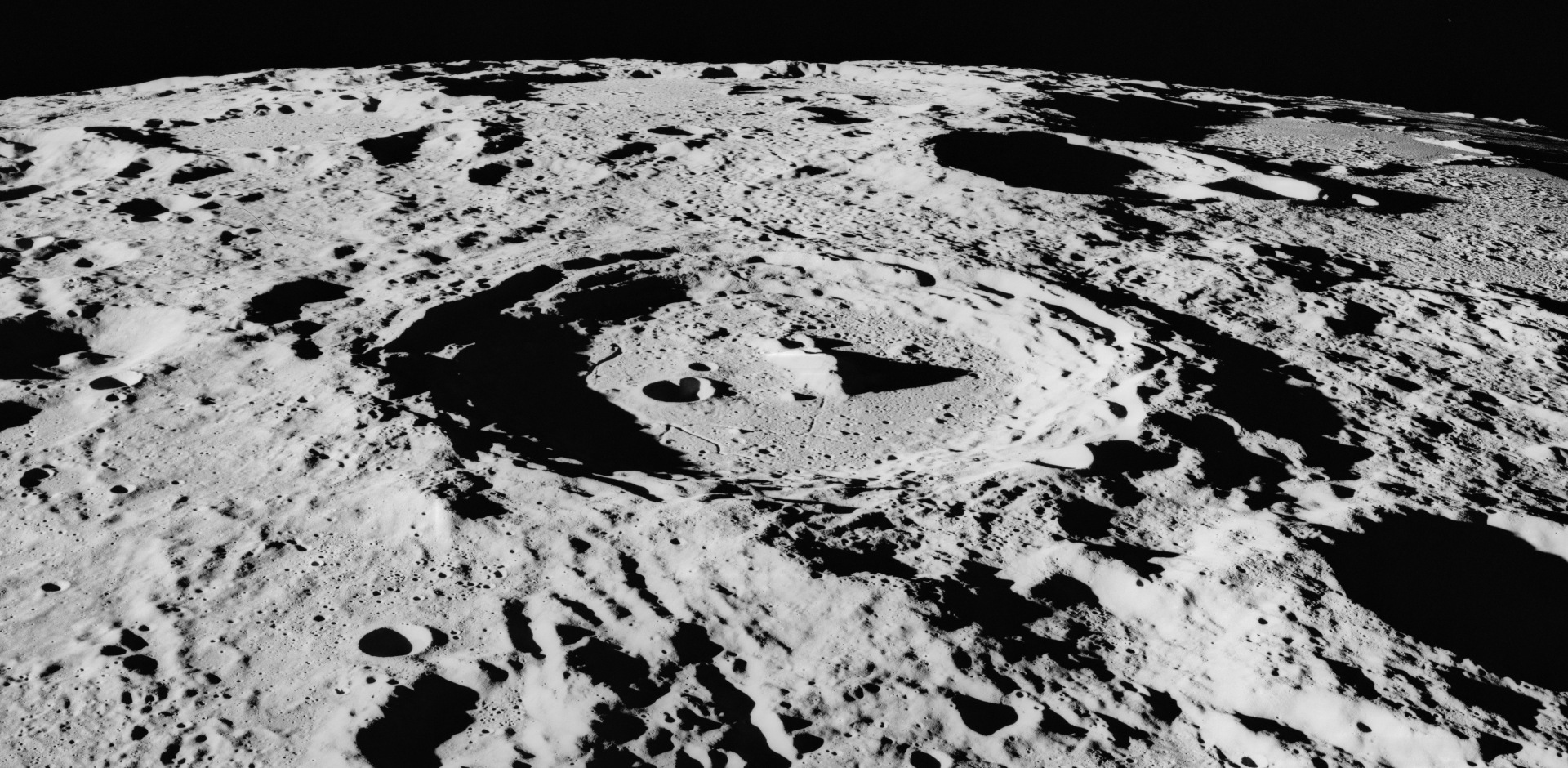
Fotografía de la misión Apolo 16

Arzachel es un cráter de impacto lunar relativamente joven, situado en las tierras altas en la parte sur-central visible de la Luna, cerca del meridiano cero (el centro visible de la Luna). Se encuentra al sur del cráter Alphonsus, y junto con Ptolemaeus más al norte, los tres forman una línea prominente de cráteres al este del Mare Nubium. El cráter más pequeño Alpetragius se encuentra al noroeste, y Thebit está hacia el suroeste a lo largo del borde de la mare.

## Descripción
Arzachel tiene una estructura muy definida,  y es un punto preferente de observación para los telescopios de astrónomos aficionados avanzados. El borde de Arzachel muestra pocos signos de desgaste y tiene una estructura en terraza muy definida en su interior, especialmente en el borde oriental ligeramente elevado. Hay una rampa externa rugosa que se une a una cresta que se extiende desde el borde norte de la ribera sur de Alphonsus.
|  |  |

El pico central accidentado de Arzachel es prominente, elevándose 1,5 kilómetros por encima del suelo del cráter, y se compensa en cierta medida al oeste con una curva inclinada de sur a norte-noreste. El suelo es relativamente plano, a excepción de algunas irregularidades en el cuadrante suroeste del cráter. Las Rimae Arzachel se extienden desde la pared norte hasta el borde sureste. Un pequeño cráter ocupa un lugar destacado en el suelo, al este del pico central, con un par de cráteres más pequeños situados en las cercanías.

## Denominaciones
Arzachel es una latinización del nombre del astrónomo y matemático hispanoárabe Abū Ishāq Ibrāhīm al-Zarqālī, más conocido como Azarquiel. Como muchos de los cráteres en la cara visible de la Luna, Arzachel fue nombrado por Giovanni Riccioli, cuya nomenclatura del sistema con 1.651 nombres se ha convertido en la referencia estándar. En los inicios de la nomenclatura lunar los cartógrafos le dieron diferentes nombres: ".. Annae, Reg Fran" en el mapa de 1645 de Michael van Langren; Ana, Regente de Francia, y por último Johannes Hevelius le llamó "Mons Cragus" en referencia al Monte Cragus.

## Cráteres satélite

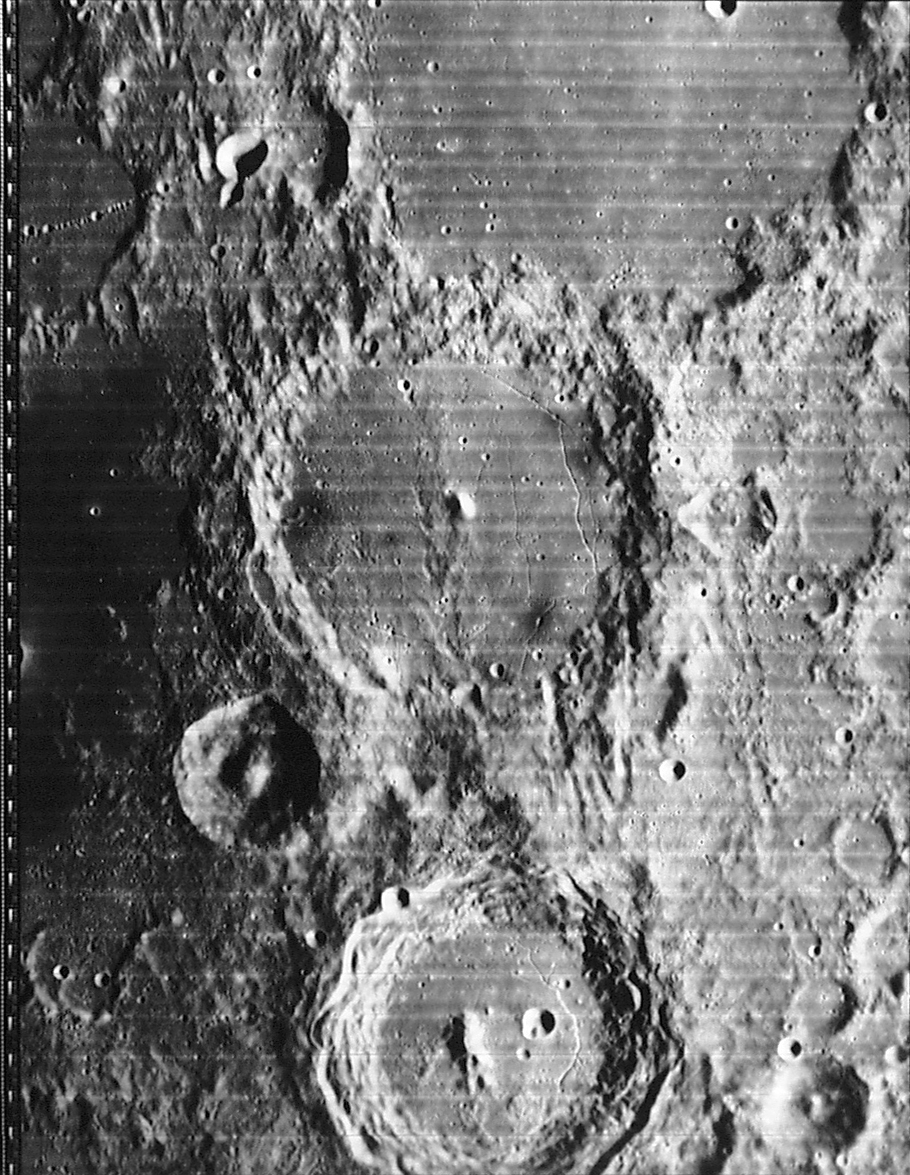
Fotografía de la misión Lunar Orbiter 4

Por convención estos elementos son identificados en los mapas lunares poniendo la letra en el lado del punto medio del cráter que está más cerca de Arzachel.
|          | \| Arzachel \| Coordenadas \| Diámetro \| \| -------- \| ---------------------------- \| -------- \| \| A \| 18°00′S 1°30′O / -18.0, -1.5 \| 10 km \| \| B \| 17°00′S 2°54′O / -17.0, -2.9 \| 8 km \| \| C \| 17°24′S 3°42′O / -17.4, -3.7 \| 6 km \| \| D \| 20°12′S 2°06′O / -20.2, -2.1 \| 8 km \| \| H \| 18°42′S 2°00′O / -18.7, -2.0 \| 5 km \| \| K \| 18°18′S 1°36′O / -18.3, -1.6 \| 4 km \| \| L \| 20°00′S 0°06′E / -20.0, 0.1 \| 8 km \| \| M \| 20°36′S 0°54′O / -20.6, -0.9 \| 3 km \| \| N \| 20°24′S 2°12′O / -20.4, -2.2 \| 3 km \| \| T \| 17°42′S 1°18′O / -17.7, -1.3 \| 3 km \| \| Y \| 18°12′S 4°18′O / -18.2, -4.3 \| 4 km \| |          |
| Arzachel | Coordenadas | Diámetro |
| A        | 18°00′S 1°30′O / -18.0, -1.5 | 10 km    |
| B        | 17°00′S 2°54′O / -17.0, -2.9 | 8 km     |
| C        | 17°24′S 3°42′O / -17.4, -3.7 | 6 km     |
| D        | 20°12′S 2°06′O / -20.2, -2.1 | 8 km     |
| H        | 18°42′S 2°00′O / -18.7, -2.0 | 5 km     |
| K        | 18°18′S 1°36′O / -18.3, -1.6 | 4 km     |
| L        | 20°00′S 0°06′E / -20.0, 0.1 | 8 km     |
| M        | 20°36′S 0°54′O / -20.6, -0.9 | 3 km     |
| N        | 20°24′S 2°12′O / -20.4, -2.2 | 3 km     |
| T        | 17°42′S 1°18′O / -17.7, -1.3 | 3 km     |
| Y        | 18°12′S 4°18′O / -18.2, -4.3 | 4 km     |